# Kulînîci, Horol
Kulînîci (în ucraineană Кулиничі) este un sat în comuna Hrușîne din raionul Horol, regiunea Poltava, Ucraina.

## Demografie
Componența lingvistică a localității Kulînîci
     Ucraineană (96,25%)
     Rusă (3,75%)
Conform recensământului din 2001, majoritatea populației localității Kulînîci era vorbitoare de ucraineană (96,25%), existând în minoritate și vorbitori de rusă (3,75%).